# DMDK
DMDK er en hyldestplade til bandet Depeche Mode, indspillet af en række nyere danske bands. Pladen udsendtes den 27. februar 2006, 2 dage efter Depeche Modes seneste optræden på dansk grund. Blandt bidragsyderne til albummet er Moi Caprice med Any Second Now, Tiger Baby med Strangelove, samt Sterling og Mikael Simpson, som har oversat sangene "New Life" og "It Doesn't Matter Two" til dansk.